# Grottolella
Grottolella är en ort och kommun i provinsen Avellino i regionen Kampanien i Italien. Kommunen hade 1 903 invånare (2017).